# Eat the Elephant
Eat the Elephant es el cuarto álbum de estudio de la banda de rock alternativo A Perfect Circle, que fue lanzado el 20 de abril de 2018 a través del sello discográfico BMG Rights Management (BMG). Este ha sido su primer álbum después de catorce años de inactividad, como continuación de su anterior álbum Emotive de 2004. Si bien los primeros trabajos sobre nuevos materiales se remontan a 2008, años de lento progreso se producirían debido a problemas entre los principales escritores de música de la banda, el vocalista Maynard James Keenan y el guitarrista Billy Howerdel, en gran parte derivados de sus compromisos con otros proyectos y la incapacidad de llegar a un acuerdo sobre la dirección para tomar la banda.
Varios sencillos fueron lanzados del álbum: "The Doomed" en octubre de 2017, "Disillusioned" en enero de 2018, "TalkTalk" en febrero de 2018, y "So Long, and Thanks for All the Fish" en abril de 2018. 
El álbum fue bien recibido por la crítica, que elogió el álbum por ser un álbum de regreso exitoso y la maduración en el sonido de la banda, aunque algunos lamentaron la falta de más canciones de hard rock del grupo trabajo.

## Antecedentes
Durante este tiempo, Keenan regresó a Tool para grabar y lanzar 10.000 Days en 2006, luego comenzó a trabajar en su apodo para su trabajo en solitario, Puscifer a partir de 2007. Del mismo modo, Howerdel comenzó a trabajar en su propio álbum en solitario y lanzó Es decir, Keep Telling Myself It's Alright, bajo el apodo de Ashes Divide, en 2008. El destino de la banda seguía siendo incierto en esta época: fue referido como "hiatus o hecho hasta nuevo aviso" por Howerdel en octubre de 2005, en "soporte de vida" por Keenan en abril de 2006 y "hecho por el momento" por Howerdel en mayo de 2006.
A pesar de esto, más tarde en 2008, tanto Keenan como Howerdel publicaron declaraciones separadas de que la banda no estaba disuelta, con Howerdel añadiendo que podrían reformar para trabajar en material nuevo una vez que girara en apoyo del álbum de Ashes Divide.

## Composición y grabación
En diciembre de 2008, Keenan reveló por primera vez que él y Howerdel habían comenzado a escribir material nuevo, pero que lo visualizaba como solo un puñado de canciones, en lugar de un álbum completo. Entre 2008 y 2010, Howerdel continuaría escribiendo material y presentándolo a Keenan; Las ideas de la canción que Keenan aprobó se considerarían para su publicación futura como material de A Perfect Circle, mientras que las ideas de canciones con las que no tenía interés se mantendrían como material para que Howerdel trabaje solo para un posible futuro álbum de Ashes Divide. Howerdel admitió que el progreso fue lento durante este período, con Keenan a menudo respondiendo inesperadamente a las ideas de la canción.
La banda declaró que la pausa de la banda terminaría en junio de 2010, tras tocar un puñado de shows en vivo ese año y hacer giras completas en 2011 y 2013. Mientras la banda continuaba trabajando en música nueva, la única canción completa que En ese momento se terminó la canción "By and Down", que lanzaron en el álbum de grandes éxitos de la banda Three Sixty (2013). Al promover los lanzamientos, Howerdel comentó sobre los lanzamientos futuros una vez más, afirmando que sentía que tenían "el 75% de la grabación del nuevo disco de Perfect Circle, estaría listo", aunque admitió que todavía estaban sin las letras o melodías vocales de Keenan y aún podría cambiar dependiendo de la reacción de Keenan al material. También admitió que todavía no estaban de acuerdo con el medio de lanzamiento; Keenan prefería lanzamientos más pequeños, mientras que Howerdel prefería el formato de un álbum completo. Además se refirió al proceso de grabación y expresó lo siguiente:

Todas esas cosas pueden cambiar y ser destrozadas, o tal vez permanecer igual. Keenan podría cantar sobre ellas tal como son, y luego las tensaré desde allí. El tiempo dirá, al comienzo de la historia. Así era la banda. Tenía canciones muy bien realizadas, y Maynard cantó con ellas. Quién sabe, podría volver a eso o podríamos encontrar una dirección diferente.

Aunque la banda lanzó poco en el camino de la actualización entre 2014 y 2016, Howerdel más tarde contó que el álbum había estado progresando de la misma manera lenta hasta ese momento:

Hasta ahora solo he estado trabajando solo. Literalmente, he estado en mi habitación sin nadie más trabajando en estas canciones. Envío mezclas a Keenan en un servidor y ha estado trabajando en ellas en su aislamiento. nos reuniremos el mes que viene y combinaremos nuestras ideas, luego nos instalaremos en una sala y nos reuniremos con la banda, las reproduciremos en vivo y veremos qué pasa con el elemento humano que entra en escena.

Estoy esperando algunos comentarios, algunas de las ideas de Maynard. Hicimos un seguimiento hace años. Me estoy poniendo muy ansioso y curioso por ver dónde está Keenan con las cosas. En este momento, tengo las canciones en forma de demostración, pero son fácilmente finalizables, pero él me envía por diferentes caminos y me ha pedido que saque mis tijeras y las corte en diferentes formas y las pegue en una página. Podemos estar en la misma sala pero nos comunicamos sobre la misma pista, solo en diferentes partes del país... así es como siempre hemos hecho los otros registros de APC. Lo escribo yo mismo y lo llevo a un lugar donde no me avergüenza más, luego lo presento. Y luego, por lo general, Maynard le escribe. Luego, de nuevo, juntamos a la banda en una sala de ensayo y los resolvemos.

Las sesiones de grabación de seguimiento para el álbum comenzaron a mediados de 2017, se ralentizaron durante unos meses mientras la banda realizaba una gira por América del Norte, y se reanudó durante un período final intenso a finales de 2017 y enero de 2018. A partir de noviembre , Howerdel informó que 15 canciones estaban en disputa por el álbum, aunque admitió que las cosas cambiaron con frecuencia, con algunas canciones, como "The Doomed" que se desarrolló rápidamente de la nada sobre la base de una pequeña idea que presentó a Keenan.

## Temas y composición
Howerdel declaró que en 2017, si bien la letra probablemente tendría algunos conceptos y temas generales que impulsaran una narración en el álbum, pero que gran parte de ella todavía estaba en progreso y en un estado de flujo. Aunque indicó que el álbum probablemente no tiene una temática tan abiertamente política como su anterior lanzamiento, Emotive, también admitió que "probablemente sea imposible escapar del tormento que todos estamos pasando en este año... esta agitación probablemente sea realmente grandiosa para las artes". El primer sencillo del álbum, "The Doomed", contenía letras criticando la desigualdad de ingreso, la desigualdad social y el conservadurismo, la idea de que esa sociedad no está obligada a cuidar de los menos afortunados. Keenan aludió a las ideas que también formaban parte del álbum, afirmando que "han transcurrido 14 años desde que lanzamos Emotive. Hace mucho tiempo que había que lanzar un nuevo lanzamiento. A la luz de este momento difícil y polarizado social, espiritual y clima político, nosotros los artistas necesitamos abrir la boca y compartir la luz un poco más fuerte".
Se ha descrito que la canción "Feathers" tiene la interacción característica de la voz en alza de Keenan y el trabajo de guitarra de Howerdel, ya que su material se publicó en sus álbumes anteriores. Por el contrario, la canción "Hourglass" se describió como más electrónica que su música anterior, con partes de batería y sintetizador más adelante que la guitarra, y con voces de acompañamiento robóticas para Keenan. Howerdel describió el sonido de parte de la música que había escrito, similar a Depeche Mode.

## Sencillos
El 16 de octubre de 2017, A Perfect Circle lanzó "The Doomed" como el sencillo principal para su próximo álbum. La canción tiene una influencia notable del género rock progresivo, dando a entender otra progresión del sonido de la banda con el álbum. La canción ha alcanzado su punto máximo en el número 19 en el Billboard Hot 100. Su video musical fueron protagonizados por Jeremy Danger y Travis Shinn y fue lanzado el 16 de noviembre del mismo año.
El 2 de enero, "Disillusioned" fue lanzado como el segundo sencillo del álbum
El 5 de febrero, "TalkTalk" es lanzado como el tercer sencillo del álbum.

## Lista de canciones
Todas las letras escritas por Maynard James Keenan, toda la música compuesta por Billy Howerdel. 
| N.º | Título                                 | Duración |  |
| 1.  | «Eat the Elephant»                     | 5:13     |  |
| 2.  | «Disillusioned»                        | 5:53     |  |
| 3.  | «The Contrarian»                       | 3:58     |  |
| 4.  | «The Doomed»                           | 4:41     |  |
| 5.  | «So Long, and Thanks for All the Fish» | 4:26     |  |
| 6.  | «TalkTalk»                             | 4:15     |  |
| 7.  | «By and Down the River»                | 5:04     |  |
| 8.  | «Delicious»                            | 3:49     |  |
| 9.  | «DLB»                                  | 2:06     |  |
| 10. | «Hourglass»                            | 5:14     |  |
| 11. | «Feathers»                             | 5:48     |  |
| 12. | «Get the Lead Out»                     | 6:40     |  |

## Posicionamiento en lista
| Lista (2018)                            | Posiciones |
| --------------------------------------- | ---------- |
| Australian Albums (ARIA)                | 2          |
| Austria (Ö3 Austria)                    | 2          |
| Bélgica (Ultratop flamenca)             | 7          |
| Bélgica (Ultratop valona)               | 10         |
| Canadá (Billboard Canadian Albums)      | 3          |
| Países Bajos (Album Top 100)            | 12         |
| Finlandia (Suomen Virallinen Lista)     | 6          |
| Alemania (Media Control Charts)         | 2          |
| Irlanda (IRMA)                          | 14         |
| Italian Albums (FIMI)                   | 7          |
| New Zealand Albums (RMNZ)               | 3          |
| Noruega (VG-lista)                      | 8          |
| Escocia (Scottish Albums Chart)         | 6          |
| Spanish Albums (PROMUSICAE)             | 15         |
| Swedish Albums (Sverigetopplistan)      | 18         |
| Suiza (Schweizer Hitparade)             | 2          |
| Reino Unido (UK Albums Chart)           | 12         |
| US Billboard 200                        | 3          |
| Estados Unidos (Top Rock Albums)        | 1          |
| Estados Unidos (Top Alternative Albums) | 1          |

## Personal
A Perfect Circle
- Maynard James Keenan - Voz principal
- Billy Howerdel - guitarra principal, coros
- James Iha - guitarra rítmica, teclados
- Matt McJunkins - bajo
- Jeff Friedl - batería